# El Eco de Vigán
El Eco de Vigán – filipiński tygodnik. Ukazywał się w Vigan, a stworzony został z inicjatywy alkada tego miasta, José Fernándeza Ginera. Został zamknięty w grudniu 1884, po kilkunastu miesiącach funkcjonowania. Był pismem katolickim oraz prohiszpańskim. Dał początek filipińskiej prasie prowincjonalnej jako pierwsza gazeta wydawana poza Manilą.

## Geneza
„El Eco de Vigán” wydawano w Vigan, stolicy prowincji Ilocos Sur. Miasto to było wówczas trzecim co do wielkości ośrodkiem miejskim na archipelagu.
Geneza „El Eco de Vigán” sięga połowy lat 60. XIX wieku. W 1865 przybyły z metropolii Hiszpan Diego Jiménez założył wychodzący w Manili dziennik „El Porvenir Filipino”. Drukowany był on we własnej drukarni. Funkcjonował do 1877, kiedy to zniknął z rynku na skutek głębokich podziałów wewnątrz swego zespołu redakcyjnego. Sprzęt drukarski, który po nim pozostał, sprzedano pewnej ilokańskiej rodzinie. W 1878 otworzyła ona w swym rodzinnym mieście drukarnię. Sześć lat później to właśnie w tej drukarni wyprodukowano pierwszy numer „El Eco de Vigán”, a inicjatorem powstania pisma był ówczesny alkad Vigan José Fernández Giner. Urzędnik ten interesował się literaturą, już w czasie swego pobytu w Manili pisywał do prasy, zamieszczając w niej pod pseudonimem swoje próby pisarskie. Czynił to przy tym na przekór powszechnemu wówczas przekonaniu, jakoby pisarstwo było zajęciem niegodnym pracownika administracji kolonialnej.

## Historia
Pierwszy numer „El Eco de Vigán” ukazał się 6 stycznia 1884. Ostatni, czterdziesty dziewiąty, pojawił się 7 grudnia tego samego roku. Pismo ukazywało się w niedzielę. Jego funkcjonowanie było silnie powiązane z obecnością Ginera w mieście. Po przeniesieniu alkada na inne stanowisko, a co za tym idzie po jego wyjeździe (9 czerwca 1884) gazeta nie zdołała utrzymać swej wcześniejszej, relatywnie stabilnej pozycji. Kierownikiem pisma został początkowo Rafael Monserrat (do 9 listopada 1884), następnie zaś Rafael Perez de Valdelomar, który stał na czele zespołu redakcyjnego aż do zamknięcia „El Eco de Vigán”.

## Treść
Tygodnik był pismem hiszpańskojęzycznym, używał zatem języka będącego w owym czasie lingua franca filipińskiej elity. Opowiadał się za utrzymaniem politycznego status quo na archipelagu, tym samym ukazujące się na jego łamach treści miały prohiszpański wydźwięk. Stanowił jednocześnie publikację głęboko katolicką, swoją afiliację religijną ogłaszając zresztą z dumą oraz przy wykorzystaniu dosyć barwnego języka.
Autorem niemal wszystkich artykułów pojawiających się w „El Eco de Vigán” był inicjator jego powstania, Fernández Giner. Publikowano w tym piśmie materiały dotyczące ilokańskiego folkloru. Publikacje te, cenne dla ówcześnie rodzących się badań nad filipińską folklorystyką, wywołały jednocześnie głośną debatę na temat tego, co należy uznać za część folkloru archipelagu. Odbiła się ona echem nie tylko wśród filipińskich intelektualistów, ale dotarła także do Hiszpanii. Jednym z uczestników tej publicznej wymiany poglądów był Isabelo de los Reyes. De los Reyes, wszechstronny dziennikarz, folklorysta i teolog, początkowo dosyć ostro krytykował „El Eco de Vigán” za zawężanie definicji folkloru, w tym za wyłączanie z niej praktyk uznawanych za przesądy. Z czasem jednak docenił poczesne miejsce, które regionalny folklor znalazł na jego łamach.

## Znaczenie
Mimo swej efemeryczności tygodnik zapisał się w historii Filipin. Był pierwszym czasopismem w historii archipelagu ukazującym się poza stołeczną Manilą, i tym samym dał początek filipińskiej prasie prowincjonalnej. Przełamał monopol głównego filipińskiego miasta na obecność tytułów prasowych. Wśród innych wczesnych przykładów filipińskich gazet regionalnych wymienia się „El Porvenir de Visayas” założone w Iloilo w 1885, „El Eco de Panay” (1887), również ukazujące się w Iloilo, czy „El Eco del Sur”, tygodnik z południowego Luzonu (1893).
„El Eco de Vigán” nie zmienił jednak długofalowych tendencji wewnątrz filipińskiego rynku prasowego. Nawet przeszło 80 lat po jego zniknięciu z przestrzeni publicznej zdecydowana większość filipińskich gazet wciąż publikowana była w Manili.
Jego rola w rozwoju filipińskiego dziennikarstwa nie wpływa przy tym na fakt, że był tytułem o bardzo ograniczonym zasięgu i o znikomym nakładzie. Z tego też powodu już kilkanaście lat po zamknięciu pisma specjalizujący się w historii prasy hiszpański filipinista Wenceslao Retana wskazywał, że na rynku kolekcjonerskim zestawy zawierające wszystkie numery „El Eco de Vigán” są niezwykłą rzadkością.